# Турунов, Геннадий Сергеевич
Генна́дий Серге́евич Турунов (2 января 1925, село Костома, Галичский уезд, Костромская губерния — 4 февраля 1945, Райтвайн, провинция Бранденбург) — командир пулемётного расчёта 172-го гвардейского стрелкового полка 57-й гвардейской Новобугской стрелковой дивизии (впоследствии в составе 39-й гвардейской стрелковой дивизии) 8-й гвардейской армии 1-го Белорусского фронта, гвардии старший сержант. Герой Советского Союза (1945).

## Биография
Родился в русской семье рабочего-строителя; окончил школу-семилетку, затем уехал в Москву учиться в ремесленном училище на слесаря-инструментальщика.

## Служба в армии
В апреле 1943 года Ростовским горвоенкоматом Ярославской области был призван в Красную Армию и направлен на фронт — в 1-ю пулемётную роту 172-го гвардейского стрелкового полка 57-й гвардейской стрелковой дивизии. Участвовал в боях за Днепропетровск, форсировании Днепра; стал командиром пулемётного расчёта, сержантом. В ночь на 9 апреля 1944 его расчёт одним из первых ворвался в Одессу и участвовал в боях на улицах города.
В мае 1944 за выход на реку Днестр и за бои на заднестровском плацдарме был награждён медалью «За отвагу». В майских боях был ранен, лечился в госпитале.
31 января 1945 в бою за населённый пункт Глайсен (Германия) одним из первых ворвался на его окраину, метким огнём из своего пулемёта уничтожил четыре вражеских автомашины с пехотой. Результативная огневая поддержка помогла батальону развернуться для боя и без больших потерь овладеть укреплённым населённым пунктом.

## Подвиг
В ночь на 4 февраля 1945 под шквальным огнём гитлеровцев в числе первых форсировал Одер, уничтожил две вражеские огневые точки. В ночном бою расчёт Турунова уничтожил до 40 солдат и офицеров врага. Батальон к утру ворвался в Рейтвейн, где и закрепился на высотах. На рассвете позиции гвардейцев были атакованы превосходящими силами противника при поддержке танков. В ходе отражения пятой атаки от прямого попадания вражеского снаряда погиб весь расчёт, а сам Турунов был ранен в ноги. На позицию пулемётчика надвигался танк. Гвардии старший сержант Турунов с противотанковой гранатой в руках метнулся навстречу вражеской машине.
Указом Президиума Верховного Совета СССР от 24 марта 1945 года за образцовое выполнение боевых заданий командования на фронте борьбы с немецко-фашистским захватчиками и проявленные при этом мужество и героизм гвардии старшему сержанту Турунову Геннадию Сергеевичу посмертно присвоено звание Героя Советского Союза.

## Награды и звания
- Звание Герой Советского Союза (Указ Президиума Верховного Совета СССР от 24 марта 1945 года):
  - орден Ленина,
  - медаль «Золотая Звезда»;
- орден Славы III степени (приказ командира 57-й гвардейской стрелковой дивизии № 062 от 12 августа 1944 года);
- медаль «За отвагу» (приказ командира 172-й гвардейского стрелкового полка № 042/н от 20 мая 1944 года).

## Память
- Приказом Министра обороны СССР Г. С. Турунов навечно зачислен в списки 1-й мотострелковой роты 1-го мсб 172-го гвардейского мсп.
- На Николо-Архангельском кладбище (Москва) установлен кенотаф.
- Памятная доска на школе № 1499 в районе Ростокино г. Москвы (бывшая школа №269 Бабушкинского района), где учился Геннадий Сергеевич Турунов.